# Simon Donaldson

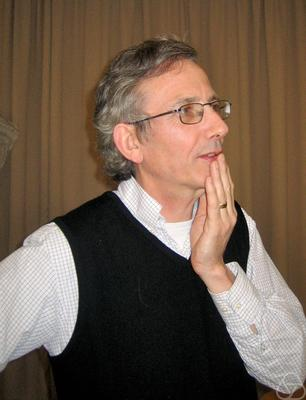
Simon Donaldson, 2009

Sir Simon Kirwan Donaldson (* 20. August 1957 in Cambridge) ist ein englischer Mathematiker und Fields-Medaillen-Träger, der vor allem für seine Arbeiten zur Topologie vierdimensionaler Mannigfaltigkeiten bekannt ist. Er ist Professor am Imperial College London.

## Leben
Donaldson studierte Mathematik an der Universität Cambridge, wo er 1979 seinen B.A. erhielt. Er setzte sein Studium bei Nigel Hitchin und Michael Atiyah am Worcester College an der Universität von Oxford fort. Noch als Student veröffentlichte er 1982 eine Arbeit Self-dual connections and the topology of smooth 4-manifolds (Bulletin American Mathematical Society 1983), die seinen Ruf begründete. Nachdem Michael Freedman glatte Mannigfaltigkeiten der Dimension 4 topologisch klassifiziert und gleichzeitig die Poincaré-Vermutung für diese Dimension bewiesen hatte, untersuchte Donaldson differenzierbare Strukturen auf diesen Mannigfaltigkeiten mit Hilfe von nicht-abelschen Eichtheorien (Yang-Mills-Theorien, entsprechend nichtlinearen partiellen Differentialgleichungen) und speziellen, durch topologische Invarianten unterschiedene Lösungen dieser Theorien, den Instantonen. Er konnte notwendige Bedingungen für die Schnittform (intersection form) auf solchen Mannigfaltigkeiten herleiten, die die möglichen differenzierbaren Strukturen stark einschränkten.
Er fand auch – aus Eichtheorien – neue polynomiale Invarianten zur Charakterisierung dieser differenzierbaren Strukturen und konnte so zeigen, dass es im Gegensatz zu allen anderen Dimensionen für {\displaystyle d=4} „exotische“ differenzierbare Strukturen auf dem {\displaystyle \mathbb {R} ^{d}} gibt, das heißt 4-Mannigfaltigkeiten, die zwar topologisch äquivalent („homöomorph“) zum 4-dimensionalen euklidischen Raum {\displaystyle \mathbb {R} ^{4}} sind, nicht aber in Bezug auf differenzierbare Strukturen (nicht „diffeomorph“).
Nach seiner Dissertation 1983 in Oxford wurde Donaldson dort Fellow am All Souls College und ging 1983/84 an das Institute for Advanced Study in Princeton. 1985 erhielt er die Wallis-Professur für Mathematik an der Universität Oxford. 1999 wechselte er an das Imperial College London.
In den 1990er-Jahren beschäftigte er sich unter anderem mit der Anwendung von Floer-Homologie und symplektischer Topologie und Geometrie.
2012 kündigte Donaldson mit Xiuxiong Chen und Song Sun einen Beweis der Vermutung von Donaldson, Shing-Tung Yau und Gang Tian an. Die Vermutung formuliert ein Kriterium für die Existenz von Kähler-Einstein-Metriken auf kompakten Kähler-Mannigfaltigkeiten mit positiver erster Chernklasse (Fano-Mannigfaltigkeiten). Etwa gleichzeitig kündigte Gang Tian einen Beweis an, was zu einem Prioritätsstreit führte (Donaldson und Kollegen warfen ihm ein Plagiat vor).
Zu seinen Doktoranden zählen Richard Thomas, Dominic Joyce, Paul Seidel, Gábor Székelyhidi und Dieter Kotschick.

## Auszeichnungen
- 1983 war er Invited Speaker auf dem Internationalen Mathematikerkongress in Warschau (Gauge theory and topology).
- 1984 erhielt er den Whitehead-Preis der London Mathematical Society.
- 1986 wurde er in die Royal Society gewählt.
- 1986 erhielt er die Fields-Medaille auf dem Internationalen Mathematikerkongress in Berkeley „vor allem für seine Arbeit über die Topologie von vierdimensionalen Mannigfaltigkeiten, die insbesondere zeigt, dass es eine differenzierbare Struktur auf dem euklidischen vierdimensionalen Raum gibt, die sich von der gewöhnlichen Struktur unterscheidet“ (Laudatio).[7] Donaldson trug über Geometry of 4-Manifolds vor.
- 1992 wurde ihm die Royal Medal der Royal Society verliehen.
- 1992 hielt er einen Plenarvortrag auf dem ersten Europäischen Mathematikerkongress in Paris (Gauge theory and four manifold topology).
- 1993 wurde er Mitglied der Academia Europaea[8]
- 1994 erhielt er den Crafoord-Preis.
- 1998 war er Invited Speaker auf dem Internationalen Mathematikerkongress (ICM) in Berlin (Lefschetz fibrations in symplectic geometry)
- 2000 wurde er in die National Academy of Sciences gewählt.
- 2006 erhielt er den King Faisal International Prize für Wissenschaft
- 2008 wurde er mit dem Nemmers-Preis für Mathematik ausgezeichnet.
- 2009 erhielt er den Shaw Prize für Mathematik gemeinsam mit Clifford Taubes.
- 2010 wurde er Mitglied der Königlich Schwedischen Akademie der Wissenschaften.
- 2012 wurde er zum Fellow der American Mathematical Society gewählt.
- 2012 wurde er im Rahmen der New Year Honours zum Knight Bachelor geschlagen.[9]
- 2015 wurde ihm mit vier weiteren Mathematikern der Breakthrough Prize in Mathematics zugesprochen für „neue revolutionäre Invarianten von vierdimensionalen Mannigfaltigkeiten und für das Studium des Verhältnisses von Stabilität in der algebraischen Geometrie und in globaler Differentialgeometrie sowohl für Faserbündel als auch für Fano-Varietäten“ (Laudatio).[10]
- 2018 war er Plenarsprecher auf dem ICM in Rio de Janeiro (Some recent developments in Kähler geometry and exceptional holonomy).
- 2019 erhielt er den Oswald-Veblen-Preis in Geometrie.[11]
- 2019 wurde er zum auswärtigen Mitglied der Russischen Akademie der Wissenschaften gewählt.[12]
- 2020 wurde ihm der Wolf-Preis in Mathematik verliehen.[13]

## Schriften
- An application of gauge theory to four-dimensional topology., Journal of Differential Geometry Band 18, 1983, S. 279–315.
- Self-dual connections and the topology of smooth 4-manifolds, Bulletin American Mathematical Society Band 8, 1983, S. 81–83.
- mit Peter Kronheimer: The geometry of four-manifolds. Oxford Mathematical Monographs, New York 1990, Oxford University Press, ISBN 0-19-853553-8.
- Remarks on gauge theory, complex geometry and 4-manifold topology, in Atiyah, Iagolnitzer: Fields medaillist lectures, World Scientific 1997
- Floer homology in Yang-Mills theory, Cambridge Tracts 2002
- 100 years of manifold topology. In: Ioan James (Herausgeber) History of topology, North Holland 1999
- mit Chen, Sun: Kähler-Einstein metrics on Fano manifolds I,II,III. J. Amer. Math. Soc. 28 (2015)